# 齐万年
齐万年（？—299年）， 西晋时期氐族首领。

## 生平
自从曹魏时代，很多少数民族内迁后自立。元康六年（296年）八月，匈奴人郝度元联合羌胡二族起兵反晋。當時關中大饑，秦、雍二州的羌人紛起响应，推齐万年为帝，擁兵七萬。他率兵围泾阳（今甘肃平凉西北），威慑关中。晋朝廷派安西将军夏侯骏、建威将军周处征討，受梁王司馬肜節制。
當時齊萬年屯兵梁山（今陝西乾縣），周处以五千精兵出擊，梁王與周處有舊怨，斷其後路，周處孤軍深入，被齊萬年大軍包圍，從清晨激戰到黃昏，殺敵一萬，征西长史卢播、雍州刺史解系不救，周处最终在六陌兵败阵亡。
元康八年，张华、陈準等荐左积弩将军孟观出征。次年正月齐万年军败于中亭（今陕西武功西），兵敗被杀，此亂前後共四年始平。江統有鑑於此，作《徙戎論》。
1. ↑  《晉書》卷4：秋八月，雍州刺史解系又爲度元所破。秦雍氐、羌悉叛，推氐帥齊萬年僭號稱帝，圍涇陽。……九年春正月，左積弩將軍孟觀伐氐，戰于中亭，大破之，獲齊萬年。